# SNH
SNH는 LTE 서비스 등에 사용되는 네트워크 통신장비를 납품하는 코스닥 상장 기업이다. 2010년 3월 이후 패킷 광전송 기술을 이용한 전송장비 개발에 집중하여 국내 기술로는 최초로 패킷 광전송 시스템(PTN: Packet Transport Network)을 2012년 하반기에 상용화했다.
2011년도에는 SK브로드밴드를 통해 방통위 주관 전국 농어촌 BCN 사업으로 CWDM을 납품하였고, SKT에는 LTE 서비스를 위한 SCAN WM 장비를 적기 개발하여 대규모로 공급하였다.
주력시장은 기간망 전송장비 시장이다. 주요 고객으로는 KT, 드림라인, 한국도로공사, SK브로드밴드, LG 파워콤 등 기간통신사업자와 지방자치단체 등이다. 매출구성은 SCAN-WM 94%, MSPP 4% 가량으로 이루어진다.

## 인수합병설
2015년 7월에는 회사 매각설로 인해 가격제한폭까지 상승한 일이 있다. 회사 측에서는 최대주주의 지분 매각을 검토중이기는 하나 구체적인 계획은 없다고 밝혔다.

## 참고 문헌
1. ↑  SNH "최대주주 지분 매각 검토중", 이데일리 2015.07.17